# Aethalura intextata
Aethalura intextata là một loài bướm đêm trong họ Geometridae.